# Amazon.ae
Souq.com（スーク・ドット・コム）は、Amazonが所有する英語・アラビア語の電子商取引プラットフォーム。本サイトはアラブ世界で最大の電子商取引プラットフォームである 。
2017年3月18日、Amazon.comがSouqを5億8000万ドルで買収することが確認された。2019年5月1日、Souq.com UAEはAmazon.ae（アマゾン・ドット・エーイー）となり、2020年6月17日にはSouq.com KSAはAmazon.saになった。一方でエジプトのサイトは2021年にAmazon.egとなった。

## 歴史
ウェブサイトはロナルド・ムーチャウォーといった共同創業者達により2005年に設立された。当初はネットポータル「Maktoob」にリンクしたオークションサイトだった 。2011年にSouqは事業モデルをAmazonと同様のネットショッピングに変更し、マーケットプレイスと小売商品の販売を自社のプラットフォーム上で行った。
2014年3月、Souqは南アフリカのケープタウンに拠点を置くナスパーズから7500万ドルの出資を受け 、Souqが調達した資金のトータル額は1億5000万ドルに達した 。2014年時点でソークが調達した1億5000万ドルは中東のインターネットベースの企業が調達した額としては最大のものである。
同社はタイガー・グローバル・マネジメントとナスパーズの支援を受けていた。2015年時点でドバイに本社を置いている 。2015年10月にSouqは一連の資金調達で、同社は10億ドル相当の価値があると報じられた。当時Souqには毎月1000万人が訪れていた。
2017年3月27日、BBCが「ドバイ最大のモールの運営者」と表現したエマール・モールズがSouqに対し8億ドルの買収提案をした。2017年3月28日、アマゾンは不明額でSouqを買収すると確認した。情報筋がウォール・ストリート・ジャーナル紙に取引は約7億ドルの価値だったと語った 。フィナンシャル・タイムズ紙は取引は「6億5000万ドル以上だったと理解している」と報じた 。BBCはAmazonは約6億5000万ドルを支払うだろうと報じた。取引の完了は2017年の下旬に計画されている。
買収に伴い、Souq.comは現在Amazonの子会社となり、Amazonのアラブ世界部門として機能するようになった。2019年5月、Souq.com UAEはAmazon.aeとなり、同年9月にAmazonはUAEでAmazon DSPを開始し、2020年6月にSouq.com KSAはAmazon.saになった。
2021年9月1日にSouq.com Egyptも「amazon.eg」と名称を変更し、Souq.comのブランド名に公式に終わりを告げた。

## 概観
2017年3月時点で、Souqは「家電、ファッション、ヘルスとビューティー、家庭用品とベビー用品」を含む31カテゴリー840万種類の製品を販売している 。Souqには毎月約4500万人が訪れる 。2016年時点でアラブ世界で最大の電子商取引プラットフォームであり 、しばしば中東のAmazonと表現されることがある。2014年時点でSouqの配達地域はUAE、サウジアラビア、クウェート、エジプト、バーレーン、オマーン、カタールである。
2017年3月時点で、Souqはサウジアラビア、UAE、エジプトに事業拠点を持ち 、2014年時点で UAE、サウジアラビア、クウェート、エジプトに半自動化された現代のフルフィルメントセンターを持ち、広さは計3万5000平方メートルに及ぶ。当時、同社はエンジニアリング、小売、カスタマーサポート、フルフィルメントセンターとラストマイル配達セクションで約2500人の従業員を雇用している。

## Souq.comの子会社
2018年1月時点でのSouq.comの子会社には、配送部門に「QExpress」、決済プラットフォーム「payfort」、修理・サービスマーケットプレイス「Helpbit」、配送マーケットプレイス「Wing」がある。